# النظيم (دوعن)
'

تعديل مصدري - تعديل

النظيم هي إحدى قرى عزلة صيف بمديرية دوعن التابعة لمحافظة حضرموت، بلغ تعداد سكانها 52 نسمة حسب تعداد اليمن لعام 2004.